# КиноПоиск
«КіноПоіск» або KinoPoisk (рос. КиноПоиск) — вебсайт, російський інтернет-проєкт про кінематограф, що належить компанії Яндекс. Сайт надає інформацію щодо фільмів, серіалів, акторів, тощо; є можливості соціальної мережі. Є одним з найпопулярніших кінопорталів Рунету. Власником проєкту до жовтня 2013 року була компанія ТОВ «Кінопоіск», якій належало 60 % акцій проєкту, тоді як 40 % акцій належало його співвласникові — компанії ТОВ AlloCiné, але 15 жовтня 2013 року компанія Яндекс придбала 100 % акцій проєкту.
З 16 травня 2017 року у зв'язку з військовою агресією Росії супроти України у 2014 році, та подальшою окупацією Росією українського Криму та Донбасу, РНБО вирішило накласти економічні санкції супроти ряду російських компаній, зокрема до російської компанії Яндекс, включно з її підрозділом kinopoisk.ru; у зв'язку з санкціями доступ до усіх сайтів Яндексу заблоковано з території усієї України; дія санкцій була кількаразово продовжена, останнє продовження санкцій тривало до 20 травня 2024 року.

## Опис
Сайт надає інформацію щодо кінофільмів, телесеріалів, а також про особистостей, пов'язаних із створенням фільмів: акторів, режисерів, продюсерів, сценаристів, операторів тощо. Також на сайті розміщуються постери, обкладинки, та трейлери до фільмів; КіноПоіск самостійно створює озвучення деяких трейлерів російською.

## Блокування на території України
З 16 травня 2017 року у зв'язку з військовою агресією Росії супроти України у 2014 році, та подальшою окупацією Росіє українського Криму та Донбасу, РНБО вирішило накласти санкції супроти ряду російських компаній, зокрема до російської компанії Яндекс, включно з її підрозділом kinopoisk.ru; у зв'язку з санкціями доступ до усіх сайтів Яндексу заблоковано з території усієї України строком на три роки (з 16 травня 2017 по 15 травня 2020 року). 15 травня 2020 року РНБО поновило санкції супроти Яндексу, включно з підрозділом kinopoisk.ru, терміном на один рік (з 15 травня 2020 по 14 травня 2021 року). 21 травня 2021 року РНБО поновило санкції супроти Яндексу, включно з підрозділом kinopoisk.ru, терміном на три роки (з 21 травня 2021 по 20 травня 2024 року).